# Eygurande-et-Gardedeuil
Eygurande-et-Gardedeuil – miejscowość i gmina we Francji, w regionie Nowa Akwitania, w departamencie Dordogne.
Według danych na rok 1990 gminę zamieszkiwało 300 osób, a gęstość zaludnienia wynosiła 8 osób/km² (wśród 2290 gmin Akwitanii Eygurande-et-Gardedeuil plasuje się na 880. miejscu pod względem liczby ludności, natomiast pod względem powierzchni na miejscu 197.).